# Berninapass
Berninapass (česky průsmyk Bernina; 2328 m n. m.; italsky Passo del Bernina) je vysokohorský průsmyk v pohoří Bernina v Švýcarských Alpách, v kantonu Graubünden (Grisons) ve východním Švýcarsku. Spojuje známé letovisko Svatý Mořic v údolí Engadin s italsky mluvícím údolím Val Poschiavo, které končí v italském městě Tirano ve Valtellině. Průsmyk leží několik kilometrů východně od štítu Piz Bernina a jižně od údolí Val Minor.
Průsmykem Bernina prochází silnice Hauptstrasse 29 i železniční trať Bernina, po které jezdí (v trase Chur / Svatý Mořic – Tirano) celoročně oblíbený turistický vlak Bernina Express. Vlak přejíždí průsmyk západně od silnice ve výšce o něco nižší než 2 253 m ve vrcholové stanici Ospizio Bernina; jedná se o nejvýše položenou adhezní železniční trať v Evropě.
V průsmyku se nacházejí jezera Lago Bianco, Lej Nair a Lej Pitschen.

## Historie
Průsmyk byl již od středověku důležitou obchodní cestou přes Alpy. V roce 1410 se několik obcí na sever a na jih od průsmyku dohodlo na spolupráci při jeho údržbě. V roce 1512 vtrhla přes Berninský průsmyk do oblasti Valtellina vojska uskupení Tři ligy a jejich švýcarští spojenci. V této době je zmiňována první cesta přes průsmyk. Ta vedla z Poschiava do Pontresiny v délce asi 32 km.
Silnice se začala stavět v roce 1842. Vedoucím inženýrem byl Rudolf Albertini (1821–1896) ze Zuozu. Práce byly dokončeny v roce 1865 a otevřen byl také útulek v nadmořské výšce 2 307 metrů. Od té doby byla silnice několikrát rozšířena, od roku 1965 je otevřena celoročně, i když 8 měsíců zde leží sníh.

## Galerie

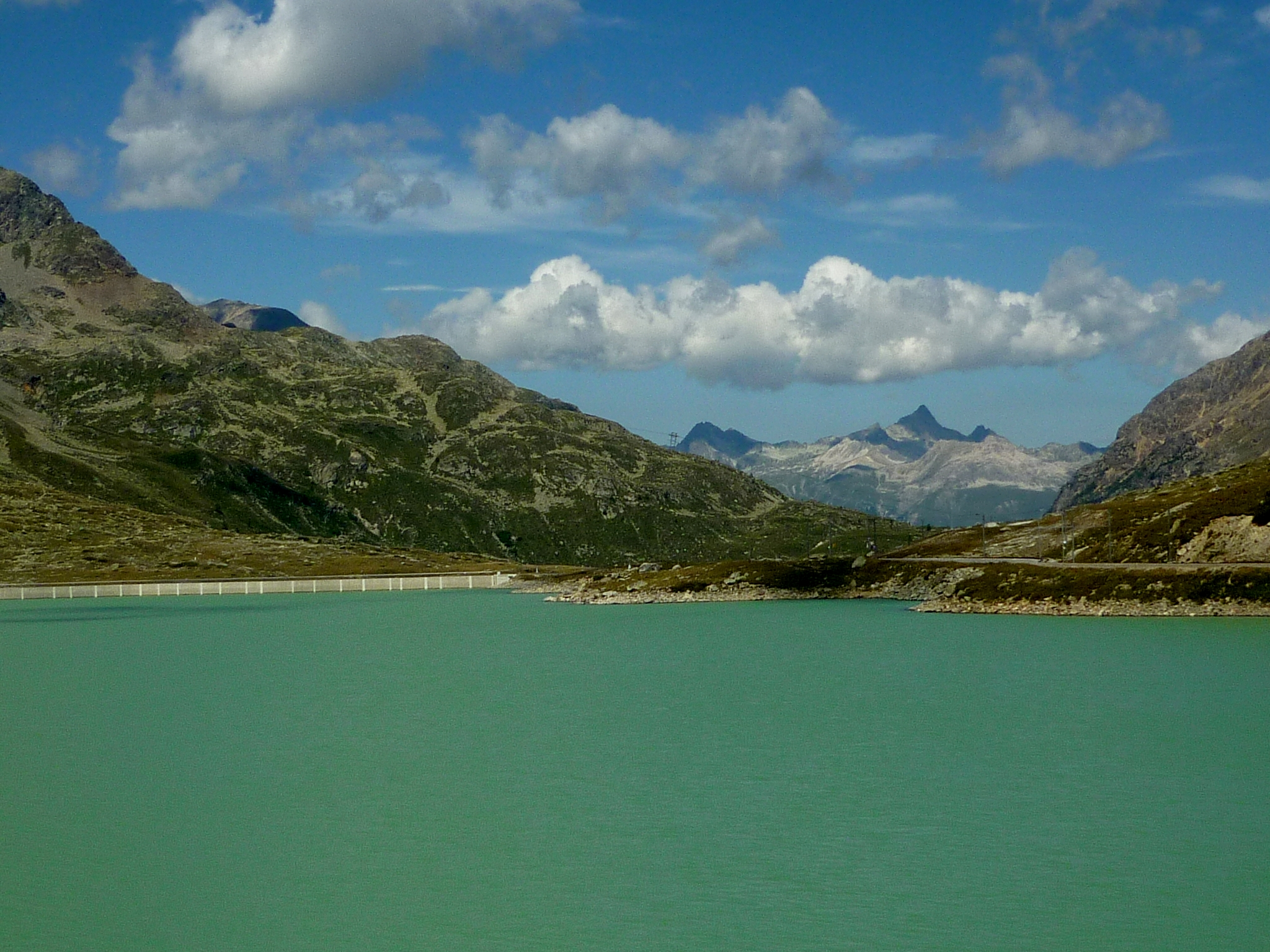
Bernina Pass a Lago Bianco
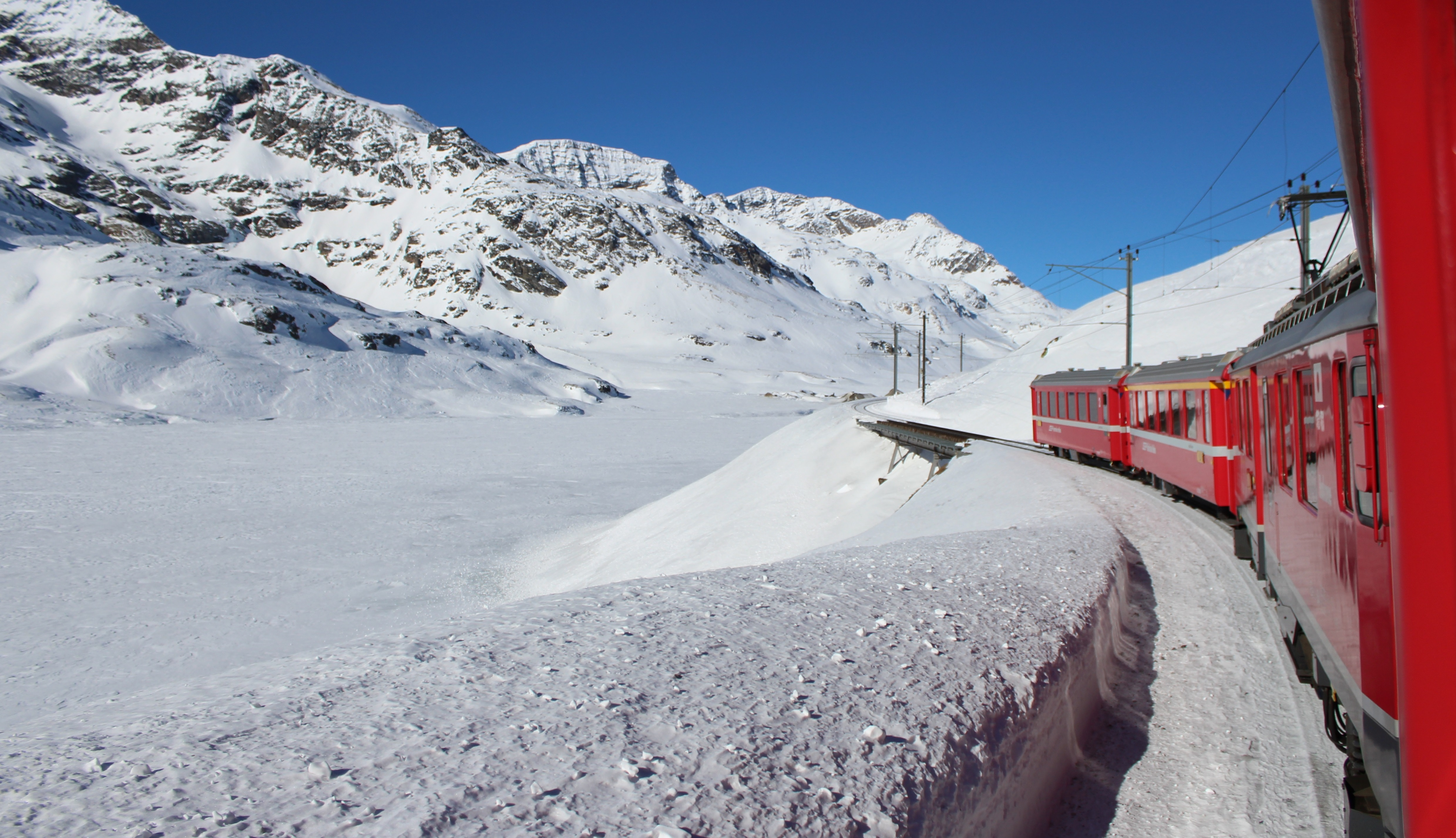
Bernina Pass v zimě při pohledu z vlaku